# Bảo tàng Maria Konopnicka ở Żarnowiec
Bảo tàng Maria Konopnicka ở Żarnowiec (tiếng Ba Lan: Muzeum Marii Konopnickiej w Żarnowcu) là một bảo tàng tiểu sử triển lãm về cuộc đời và sự nghiệp của nhà thơ kiêm nhà văn Maria Konopnicka, tọa lạc tại làng Żarnowiec, xã Jedlicze, huyện Krosno, tỉnh Podkarpackie, Ba Lan.

## Lược sử hình thành
Bảo tàng Maria Konopnicka ở Żarnowiec bao gồm một trang viên lịch sử (được xây dựng vào thế kỷ 18 và sau đó được xây dựng lại vào cuối thế kỷ 19) và một công viên lịch sử rộng hơn 3 ha. Tất cả là món quà quốc gia tặng cho Maria Konopnicka vào năm 1903, nhân dịp kỷ niệm 25 năm sáng tác của nhà văn.
Từ ngày 8 tháng 9 năm 1903, Maria Konopnicka cùng người bạn thân Maria Dulębianka chuyển đến sống tại trang viên ở Żarnowiec. Các cô con gái của nhà thơ là Zofia Mickiewiczowa và diễn viên Laura Pytlińska cũng từng ở đây.
Trong thời gian Đức chiếm đóng Ba Lan, trang viên ở Żarnowiec từng được dùng làm trụ sở của Thanh tra Quân đội Nội vụ ở Krosno.
Năm 1956, Zofia Mickiewiczowa và những người thừa kế khác của nhà thơ tặng trang viên và công viên cho quốc gia để làm một bảo tàng tiểu sử. Năm 1957, Bảo tàng Maria Konopnicka ở Żarnowiec được thành lập, và Bảo tàng chính thức mở cửa đón công chúng vào ngày 15 tháng 9 năm 1960.
Władysław Kandefer là tác giả của tấm bảng tưởng niệm Maria Konopnicka tại Bảo tàng, được thực hiện vào năm 1980.